# Liste des maires de Dallas
Cette page propose une liste des maires de la ville de Dallas au Texas.
Dallas fonctionne sous une charte qui désigne le maire comme le chef officiel du conseil municipal et met en place un système de conseil-gestionnaire où un directeur municipal nommé par le conseil municipal fait office de chef de l’exploitation de la ville.
Ron Kirk fut le 56e et premier afro-américain, maire de Dallas (1995 à 2002).

## Liste
- 1856-1857 : Samuel B. Pryor (en)
- 1857-1858 : John McClannahan Crockett (en)
- 1858 : Isaac Naylor (en)
- 1858-1859 : A. D. Rice (en)
- 1859-1861 : John M. Crockett (en) (second mandat)
- 1861 : J. L. Smith
- 1861-1862 : Thos. E. Sherwood (en)
- 1862-1865 : aucun maire à cause de la guerre de Sécession, la ville était sous l'administration du gouverneur militaire.
- 1865-1866 : John M. Crockett (en) (troisième mandat)
- 1866 : John W. Lane (en)
- 1866-1868 : George W. Guess (en)
- 1868-1870 : Benjamin Long (en)
- 1870-1872 : Henry Ervay (en)
- 1872-1874 : Benjamin Long (en) (second mandat)
- 1874-1876 : William Lewis Cabell (en)
- 1876-1877 : John D. Kerfoot (en)
- 1877-1879 : William Lewis Cabell (en) (second mandat)
- 1879-1880 : J. M. Thurmond (en)
- 1880-1881 : J. J. Good (en)
- 1881-1883 : J. W. Crowdus (en)
- 1883-1885 : William Lewis Cabell (en) (troisième mandat)
- 1885-1887 : John Henry Brown (en)
- 1887-1894 : Winship C. Connor (en)
- 1894-1895 : Bryan T. Barry (en)
- 1895-1897 : F. P. Holland (en)
- 1897-1898 : Bryan T. Barry (en) (second mandat)
- 1898-1900 : John H. Traylor (en)
- 1900-1904 : Ben E. Cabell (en)
- 1904-1906 : Bryan T. Barry (en) (troisième mandat)
- 1906-1907 : Curtis P. Smith (en)
- 1907-1911 : Stephen J. Hay (en)
- 1911-1915 : W. M. Holland (en)
- 1915-1917 : Henry D. Lindsley (en)
- 1917-1919 : Joe E. Lawther (en)
- 1919-1921 : Frank W. Wozencraft (en)
- 1921-1923 : Sawnie R. Aldredge (en)
- 1923-1927 : Louis Blaylock (en)
- 1927-1929 : R. E. Burt (en)
- 1929-1931 : J. Waddy Tate (en)
- 1931-1932 : T. L. Bradford
- 1932-1935 : Chas. E. Turner (en)
- 1935-1937 : George Sergeant (en)
- 1937-1939 : George Sprague (en)
- 1939-1947 : Woodall Rodgers (en)
- 1947-1949 : J. R. Temple (en)
- 1949-1951 : Wallace H. Savage (en)
- 1951-1953 : Jean Baptiste Adoue (en)
- 1953-1961 : Robert L. Thornton (en)
- 1961-1964 : Earle Cabell (en)
- 1964-1971 : Erik Jonsson (en)
- 1971-1976 : Wes Wise
- 1976 : Adlene Harrison (en)
- 1977-1981 : Robert Folsom
- 1981-1983 : Jack Wilson Evans (en)
- 1983-1987 : Starke Taylor (en)
- 1987-1991 : Annette Strauss (en)
- 1991-1995 : Steve Bartlett (en)
- 1995-2002 : Ron Kirk
- 2002-2007 : Laura Miller
- 2007-2011 : Tom Leppert (en)
- 2011 : Dwaine Caraway (en)
- 2011-2019 : Mike Rawlings
- Depuis 2019 : Eric Johnson